# La nació dels mallorquins
La nació dels mallorquins (Moll, 1990) és un llibre d'assaig escrit per Josep Melià Pericàs. Havia estat publicat anteriorment amb el títol Els mallorquins, el 1967. És el vint-i-setè volum de la Biblioteca Bàsica de Mallorca.